# Arecidae
Arecidae é o nome botânico de uma subclasse de plantas monocotiledôneas (Liliopsida).

## Arecidae no Sistema Takhtajan
O Sistema Takhtajan usou este nome para uma subclasse da classe Liliopsida (= monocotiledôneas), com a circunscrição:
- subclasse Arecidae
superordem Arecanae
ordem Arecales
família Arecaceae (ou Palmae)

## Arecidae no Sistema Cronquist
O Sistema Cronquist (1981) usou este nome para uma classe da classe  Liliopsida (= monocotiledôneas), com a circunscrição:
- subclasse Arecidae
ordem Arecales
família Arecaceae (ou Palmae)
ordem Cyclanthales
família Cyclanthaceae
ordem Pandanales
família Pandanaceae
ordem Arales
família Acoraceae
família Araceae
família Lemnaceae

## Arecidae no Sistema APG II
A classificação filogenética não usa nomes botânicos formais acima do nível de ordem; distribui as plantas incluídas nesta subclasse por Cronquist em vários táxons do clado monocotiledônea.